# 冨名腰桃奈
冨名腰 桃奈（ふなこし ももな、2000年5月2日 - ）は、沖縄県沖縄市出身のボートレーサー。沖縄県立北中城高等学校卒業。登録第5117号。身長141cm。血液型B型。福岡支部所属。愛称は「ふなっしー」。
125期。同期には黒明花夢、香川颯太らがいる。師匠は竹井奈美。

## 来歴
- 2019年9月21日選手登録。
- 2019年11月22日からボートレース唐津で開催された 一般戦「スポーツニッポン杯」初日第9Rでデビュー[2]。（6着）
- 2021年2月2日からボートレース鳴門で開催された 一般戦「男女Ｗ優勝戦・スポーツクラブルネサンス杯」3日目第6R6号艇からまくり差しを決めて勝利[3]し、デビュー初勝利を飾る。

## 戦績
- 出走回数：403回
- 1着回数：2回
- 優出回数：0回
- 優勝回数：0回
- フライング(F)回数：3回
- 出遅れ(L)回数：0回
- 通算勝率：2.18
- 2連対率：3.47
- 3連対率：10.17
- 生涯獲得賞金：16,467,000円